# The Fourth Avenue Cafe
The Fourth Avenue Café tendría que haber sido lanzado como sencillo el 21 de marzo de 1997, pero a causa del abandono repentino de Sakura de la banda es cancelado. La canción estaba siendo promocionada como ending del anime Rurouni Kenshin, aunque poco después también fue cancelado reduciendo su emisión a solo 8 capítulos. 
Incluye además de esta canción, la primera y única grabación de la banda paralela D'ARK~EN~CIEL, donde los integrantes cambiaban su posición a la siguiente:
- DARK TETSU (vocal)
- HYDE DARK (guitarra)
- Suck・D'ark・la (bajo)
- Kën D'Ark (batería)

Una década después la banda celebra sus 15 años de carrera musical y deciden reeditar sus primeros 15 singles, entre los que incluyen the Fourth Avenue Café como inédito. Con él consiguen el puesto número #5 en el Oricon Chart vendiendo el primer día 25.079 copias. 
| #  | Título | Compuesta por:                                    |
| -- | --- | ------------------------------------------------- |
| 1. | the Fourth Avenue Café                                                                                         | hyde (letra) ken (música)                         |
| 2. | D'ARK~EN~CIEL (1) DARK SONG (2) D・A・R・K ~DARK IN MY LIFE~ (3) ACCIDENT (4) INSANITY FROM HELL (bonus track) | hyde (letra y música) hyde (letra) tetsu (música) |